# Egyptische piramide

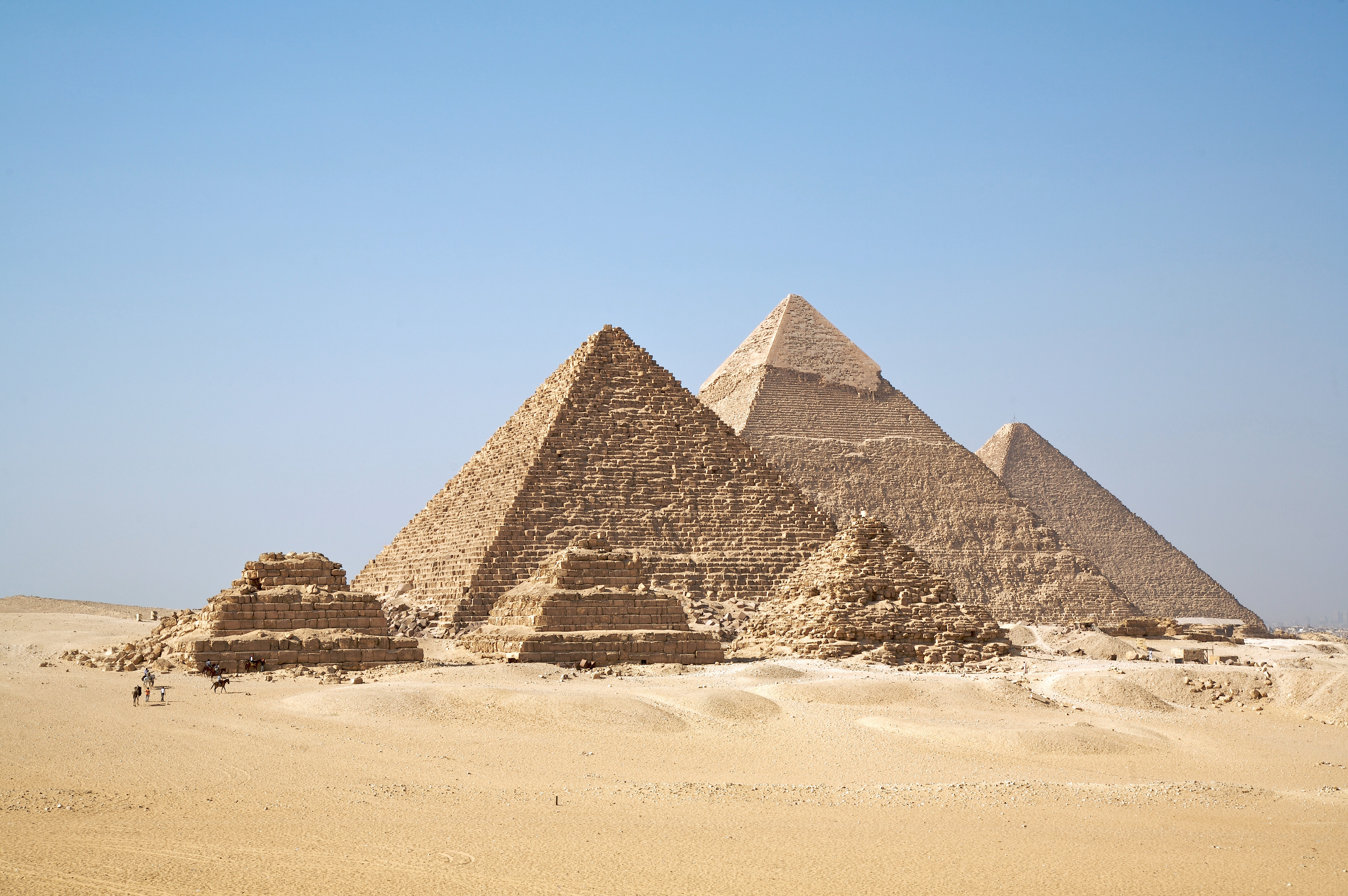
Een aantal Egyptische piramides, bij Gizeh

Een Egyptische piramide is een piramide gebouwd als grafmonument voor farao's, de toenmalige heersers van het oude Egypte. In totaal zijn er circa tachtig piramiden bewaard gebleven, gebouwd over een periode van ongeveer duizend jaar.

## Het piramidecomplex

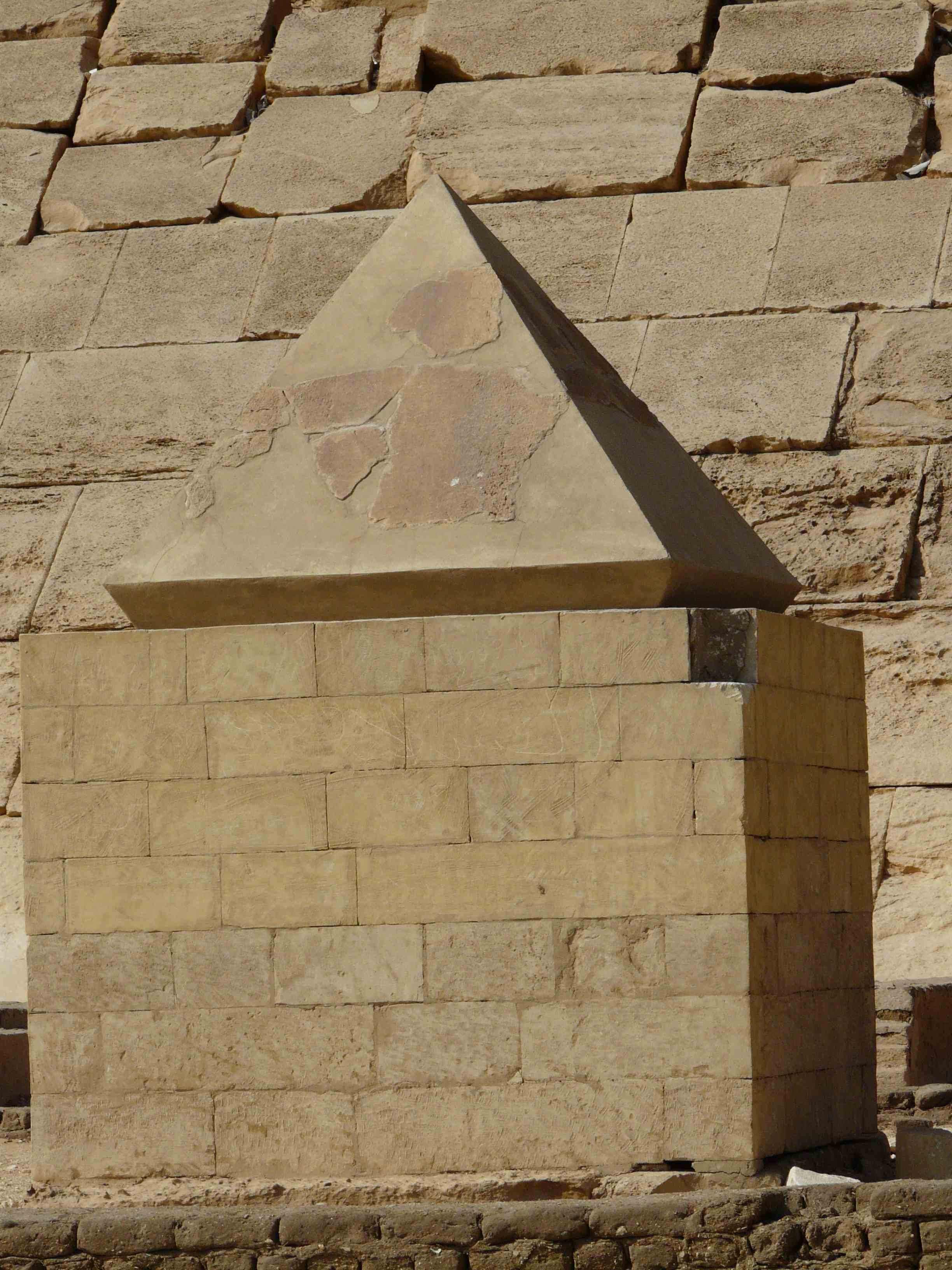
Deksteen of pyramidion

Een piramide is onderdeel van een complex. Het hoofdelement van een piramidecomplex is de piramide van de overleden heerser. Deze bestaat uit blokken natuursteen of bakstenen met een deklaag van wit kalksteen. Op de piramide bevindt zich een pyramidion.
Om de piramide heen bevinden zich een processieweg en een aantal bijgebouwen:
- Cultuspiramide
- Bijpiramide ook wel Koninginnepiramide
- Daltempel
- Dodentempel

Alleen bij farao Djoser is een compleet terrein in steen bewaard gebleven met diverse tempels in steen, waarin het Sed-festival werd gevierd. Vanaf farao Snofroe (4e dynastie van Egypte) werden de diverse tempels ontwikkeld en bleef deze traditie in gebruik tot aan farao Ahmose van de 18e dynastie van Egypte.

## Evolutie van de piramide

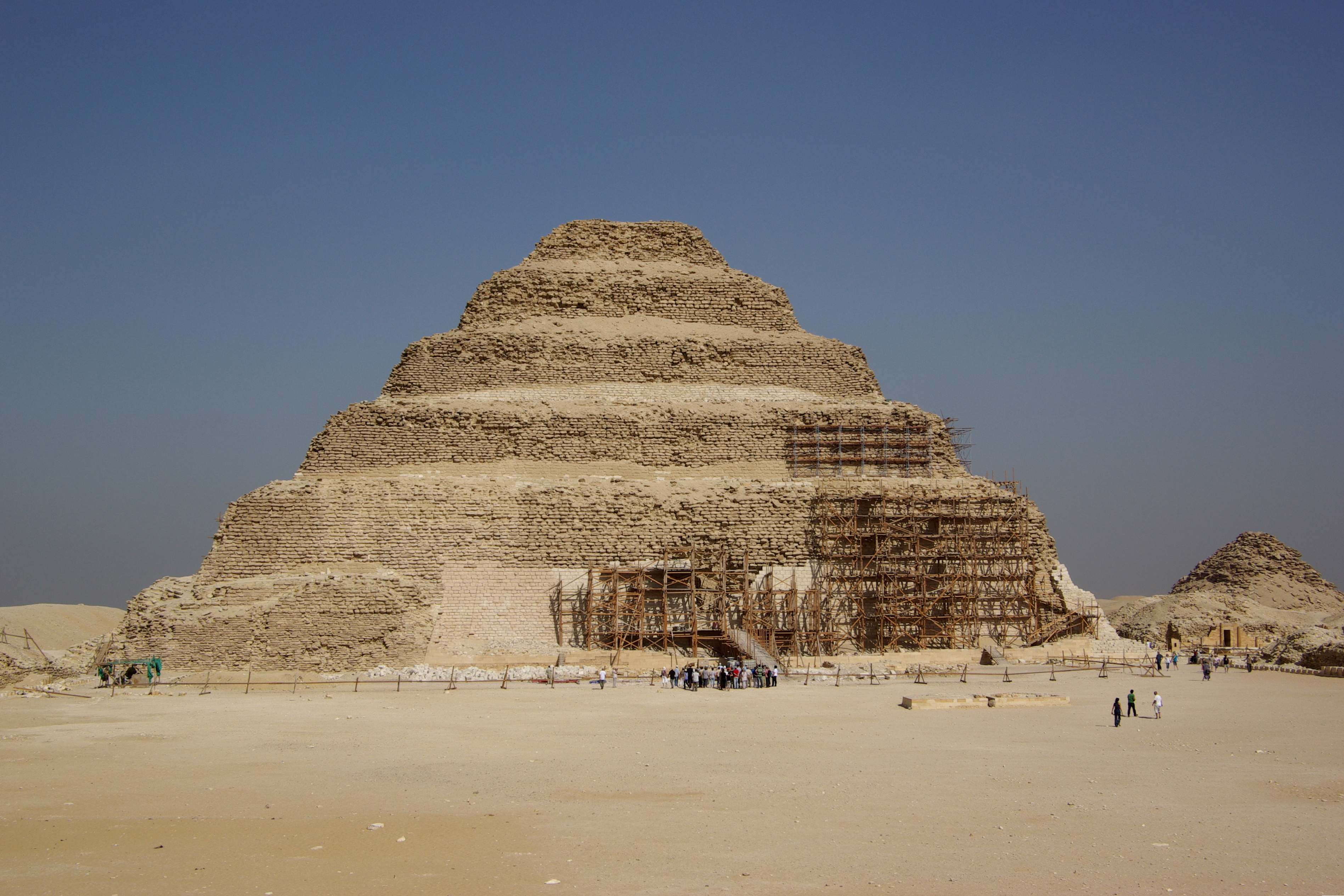
Piramide van Netjerichet / Djoser

In de 1e en 2e dynastie van Egypte was het gebruikelijk om voor de farao een mastaba te maken. Een mastaba is een doosvormige constructie met een tunnel erin. De priester en architect Imhotep ontwierp een mastaba voor farao Djoser te Sakkara, later verhoogde hij deze met meerdere mastaba's en zo ontstond de eerste trappenpiramide. Diverse farao's imiteerden de trappenpiramide en perfectioneerden die tot de piramiden die we kennen. Een voorbeeld van zo'n overgangsfase is de Piramide van Meidoem van farao Hoeni/Snofroe. Deze piramide was oorspronkelijk een trappenpiramide, maar de hoeken zijn opgevuld zodat dit een “echte” piramide lijkt. Tegenwoordig heeft de piramide een wat bizarre vorm. Een andere vorm is de knikpiramide van Snofroe te Dasjoer, deze piramide had een ontwerpfout en de hoeken van de zijden zijn aangepast.

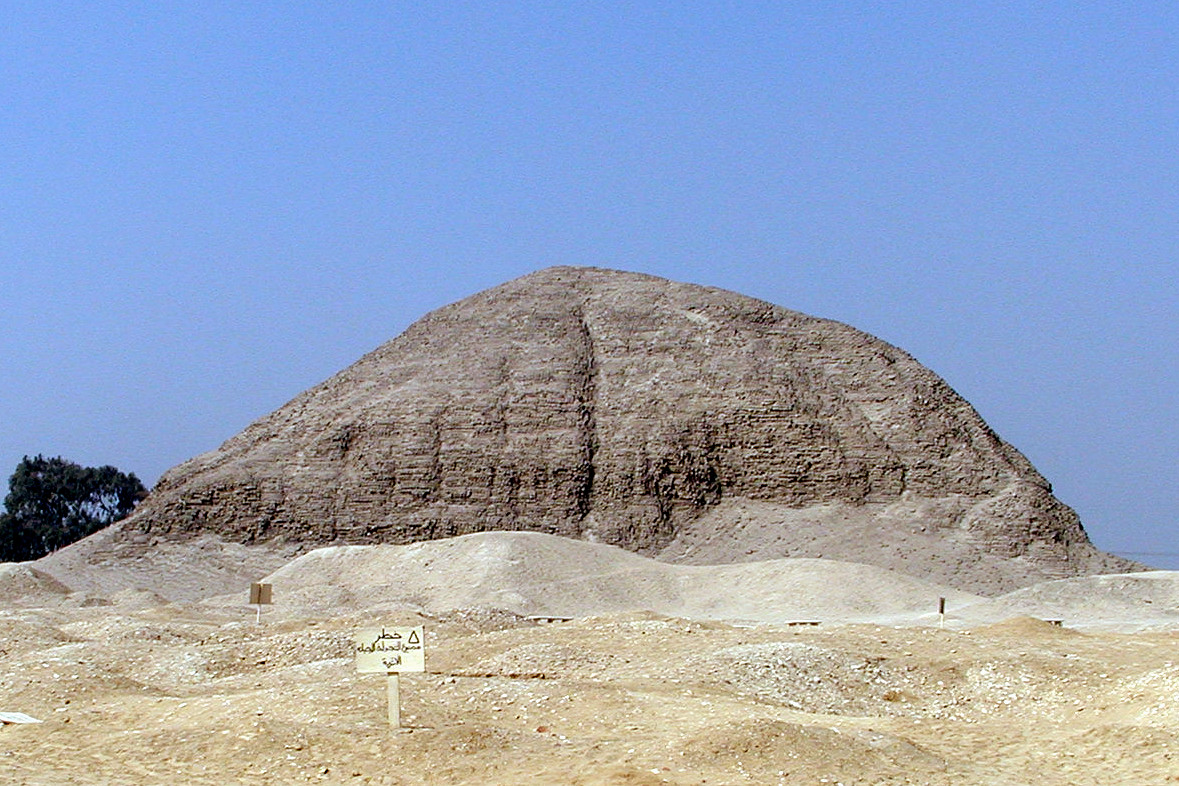
Piramide van Amenemhat III in de Fayum

De piramiden van de 4e dynastie van Egypte zijn kolossale piramiden gebouwd met grote stenen. In de 5e dynastie van Egypte werd de bouw van de piramide aangepast vermoedelijk vanwege introductie van de zonnecultus, deze zijn kleiner van vorm en gebruiken kleinere stenen. Aan het einde van de 5e dynastie werden zogenaamde piramideteksten op de muren gegraveerd.
In het Middenrijk werd op een andere manier gebouwd dan in het Oude Rijk, hierdoor werden de piramiden ook weer iets groter. Het hart van de piramide werd gebouwd met bakstenen en het werd opgevuld met kalkstenen platen. De tunnels in de piramiden en de grafkamers werden groter en complexer. In de 13e dynastie werden nog piramiden gebouwd, al waren deze minder groot dan die van de 12e dynastie.
De allerlaatste piramiden werden gebouwd voor koningin Tetisheri en farao Ahmose in de 18e dynastie. De opvolgers van Ahmose, lieten hun graven uithouwen in het Dal der Koningen.

## Betekenis van het bouwwerk
De vorm van de piramiden had waarschijnlijk twee betekenissen:
1. Oerheuvel: volgens een van de kosmogonieën was de oerheuvel of tumulus het eerste dat ontstaan was uit de chaos/water. De oerheuvel stond voor de schepping en de piramide zou de schepping van het herleven na de dood symboliseren.
2. Hemeltrap: een 'stairway to heaven': de farao gebruikte de piramide als trap om na zijn dood plaats te nemen tussen de circumpolaire sterren en goden.

Archeologische onderzoekingen zouden hebben aangetoond dat diverse elementen in de bouwstijl en de positionering van de piramiden verband houden met de toenmalige godenverering (zonnegod) en dat rekening werd gehouden met de stand van de hemellichamen. Deze theorie is echter controversieel en wordt door egyptologen als piramidologie beschouwd.

## De bouw van de piramides
De bouwplaats van piramides werd altijd zorgvuldig uitgekozen. Vaak werden ze gebouwd op een ondergrond van kalksteen omdat dat een sterke ondergrond vormde, nodig voor het gewicht van de piramides. Bijkomend voordeel was dat de blokken steen dichtbij gewonnen konden worden. De Egyptenaren waren echter niet vanaf het begin goed in het bouwen van piramides. Ze wisten eerst niet dat een goede fundering cruciaal was. Zo is de Piramide van Meidum op zand gebouwd. Deze is dan ook niet goed bewaard gebleven. Overal liggen kapotte brokken steen om de piramide heen. Ook de vorm van de Piramide van Meidum is anders dan die van bijvoorbeeld Gizeh.
Nadat de bouwplaats was uitgekozen werd de fundering gelegd. Er werd heel precies uitgemeten waar de piramide zou komen en hoe groot die zou worden. Ook werd rekening gehouden met de richting van de hoeken. De Egyptenaren wisten vrij nauwkeurig waar het noorden, oosten, zuiden en westen was. Dit hebben ze waarschijnlijk berekend door de sterren te bestuderen. Daarna maakten ze een glad plateau zodat ze een stevige ondergrond hadden voor het enorme gewicht van de piramide. Bij de plaats voor de piramide werd ook rekening gehouden met de aanwezigheid van voldoende materiaal. De stukken steen werden dan ook vaak vlak bij de piramide uitgehouwen en vervoerd vanuit de steengroeve. Soms werden er van een grotere afstand stenen gehaald, bijvoorbeeld in het geval van de piramides in Gizeh. Deze stenen werden dan alleen voor de buitenkant gebruikt omdat ze mooier waren. Voor de binnenkant werd eenvoudiger steen gebruikt. Er zijn in de piramides in Egypte granieten platen gevonden van 500 ton.

### Bouwtheorieën

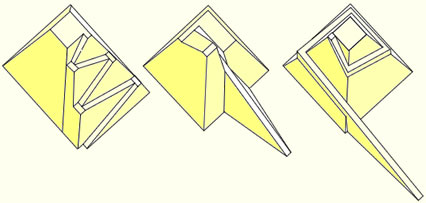
Mark Lehners' theorie hoe de piramiden kunnen zijn gebouwd

Tegenwoordig gaat men ervan uit dat de bouw van een piramide grotendeels het werk van professionele bouwlieden was en niet van slaven, zoals Herodotus stelde. Volgens moderne reconstructies waren voor de bouw van een enkele piramide tienduizenden mensen nodig. Waarschijnlijk bestond het grootste deel van deze bouwvakkers uit de plaatselijke Egyptische boeren die als een soort 'herendienst' voor de farao meehielpen met bouwen als tijdens de periodieke overstroming van hun akkers door de Nijl toch niet op het land gewerkt kon worden. Enige jaren geleden zijn de resten van een complete stad voor de bouwlieden gevonden nabij het plateau van Gizeh. Uit resten van de keukens bleek dat de werkers niets tekortkwamen en een voedzaam dieet genoten, wat ook wel nodig was voor het zware sjouwwerk met de steenblokken.
De Egyptenaren van de vierde dynastie hebben nooit opgeschreven hoe ze de grote piramiden gebouwd hebben. Aanwijzingen kunnen worden gehaald uit sommige tekeningen, zoals die uit de twaalfde dynastie waarop kan worden gezien dat water wordt gegoten voor een soort slede. Dit zou kunnen aantonen dat men de slede over natte klei kon voorttrekken om de blokken aldus te transporteren. Er zijn echter ook andere theorieën over hoe de piramides gebouwd zijn. Een is de theorie van de rechte schans. Deze is echter zeer onwaarschijnlijk. De helling mocht niet zo steil zijn, en daarom zou de schans veel te lang worden. Daardoor zou uiteindelijk de schans zelf meer materiaal bevatten dan de piramide zelf.
Een tweede theorie is die van de spiraalschans. Volgens deze theorie zou er om de piramide heen een spiraal komen die na de bouw zou worden afgebroken. Wederom is deze theorie zeer onwaarschijnlijk. Ten eerste kunnen zo niet alle delen van de piramide bereikt worden. Ten tweede is het vrijwel onmogelijk om de grote blokken de bocht om te krijgen.
In 1989 ontdekten Mark Lehner en zijn vriend Zahi Hawass de overblijfselen van een oude bakkerij. Hier vonden ze resten van tafla. Tafla is een soort klei, als tafla nat wordt is het heel glad en zou het grote blokken steen kunnen verplaatsen met behulp van houten rollers en een spiraalschans. Op deze manier was het mogelijk om de blokken de bochten om te krijgen. Deze theorie is een keer succesvol uitgevoerd door het NOVA, zij het op schaal. Het enige probleem aan deze theorie is nog steeds dat niet alle delen van de piramide bereikt konden worden.
Joseph Davidovits, een Frans materiaalwetenschapper, bedacht de theorie van kalksteenbeton. Hij stelde dat de piramides gemaakt zouden kunnen zijn met een mengsel van kalksteen. Hij bedacht dat de piramides ter plekke gegoten zouden zijn. Dit zou een verklaring geven voor de uiterste precisie waarmee de stenen op hun plek liggen. Ook geeft dit een verklaring voor de onmogelijke tunnels en gangen die zich in de piramide bevinden.  
De volgende theorie is de zandtheorie. Het idee is dat er aan beide zijden van de piramide een soort houten bak is, een voor een blok steen en een voor zand. Door middel van touwen wordt het blok naar boven getrokken als er genoeg zand in de bak aan de ander zijde zit. Het enige probleem aan deze theorie is dat het zand steeds naar boven gebracht moet worden, dit is mogelijk, maar zou heel veel tijd in beslag nemen.
De getoetste theorie van Bernard Mullers, gepubliceerd in 2022, gaat uit van scheepstechnologie. Om de zware bouwstenen omhoog te transporteren werden hoge ‘kantelliftkooien’ gebruikt. Deze werden gemaakt van 2 toen gebruikelijke tweepoot scheepsmasten. De 2 toppen werden verbonden en onderin over de beide liggers werden palen vastgemaakt als laadvloer voor de bouwstenen. Met touwen aan de top, als de hefboom, kon een beladen kantelliftkooi gemakkelijk over een ligger gekanteld worden. Door in tegenovergestelde richting te kantelen en de gelifte ligger telkens hoger te stutten door het haaks stapelen van gelijke palen, bekend als box cribben, werd de kantelliftkooi op twee tegen elkaar staande vierkante stutten stapsgewijs gelift. Op alle zijden van de piramide waren meerdere transport trappen vrijgehouden. Deze waren gelijk aan piramide trappen maar dan diep en breed genoeg voor twee naast elkaar staande stutten voor een kantelliftkooi. Kantelliftkooien werden op evenzovele transport treden kantelend tot de volgende trede gelift om vervolgens met rolpalen erop getrokken te worden. Vandaar ging het door naar de losplaats of een volgende lift werd gestart. De hoogte kaart van de steenlagen door Flinders Petrie van de piramide van Khufu laat zien dat transporttrappen mogelijk waren. Transport treden met een veilig en comfortabel hoogteverschil voor het liften op stutten met een gemiddeld hoogteverschil van 2,4 meter zijn van onder tot boven zonder uitzondering mogelijk. Gelijk op met de aanleg van boven naar beneden van de finale deklaag werden de hoogste transport treden onherkenbaar opgevuld door de ernaast geparkeerde stenen terug te plaatsen. De hier beschreven methode is compatibel met de tekst van Herodotus over de piramidebouw.

## Plaatsen met piramiden
De bekendste piramiden zijn de Piramiden van Gizeh vlak bij de Egyptische hoofdstad Caïro. Het complex wordt beheerst door de drie grote piramiden: van Cheops, van Chefren en van Mykerinos. Daarnaast zijn er nog enkele kleinere piramiden. Deze piramiden werden gebouwd tijdens de vierde dynastie (tussen ca. 2551 en 2472 v.Chr.) en zijn dankzij hun zeer stabiele constructie goed bewaard gebleven. De buitenste witte kalksteenlaag is in de loop der tijden grotendeels verdwenen doordat men het materiaal heeft gebruikt voor andere bouwwerken. Alle piramiden zijn reeds in de oudheid beroofd van hun inhoud.
Andere plaatsen zijn onder meer:
- Abu Roash - Zeven kilometer ten zuiden van Gizeh ligt een onafgewerkte Piramide van Djedefre in Abu Roash. De piramide zou een breedte hebben gehad van 100 m. Nu zijn slechts de grondlagen zichtbaar.
- De piramiden van Aboesir behoren tot de koningen van de vijfde dynastie, er zijn ook nog twee piramiden waarvan de eigenaar onbekend is. De site van Aboesir bevat naast de piramiden ook nog twee zonnetempels.
- De site van Dasjoer ligt 10 km verwijderd van Saqqara en bevat piramiden van de vierde, twaalfde en dertiende dynastie.
- El-Lisht ligt tussen Saqqara en Meidoem en ongeveer 60 km ten zuiden van Caïro. Lisht was de nekropool van de nieuwe hoofdstad Itjitaoei die tijdens de twaalfde dynastie was gesticht. De site bevat twee piramiden: van Amenemhat I en Senoeseret I.
- In Fayum vinden we twee piramiden van de twaalfde dynastie. De ene staat in El-Lahun (Piramide van Senoeseret II) en de andere in Hawara (Amenemhat III). Er bestaat daarnaast nog een derde in Seila, een kleine trappiramide, die waarschijnlijk uit de derde dynastie stamt.
- In de nekropolis van Saqqara bevindt zich de bekende trappenpiramide van Djoser. Er bevinden zich elf grote piramiden en een veelvoud van kleinere piramiden in de omgeving van Saqqara. De Piramide van Sekhemkeht en een ongeïdentificeerde piramide uit de dertiende dynastie zijn onvoltooid, dus nooit afgebouwd.

## Ammianus Marcellinus
Ammianus Marcellinus (ca. 330-400), uit de tijd van de Romeinse keizer Julianus de Afvallige, schreef over de piramiden in zijn Res Gestae, boekrol XXII,15,30: “Er zijn ook ondergrondse openingen en bochtige gangen, syringes, die naar men zegt door mensen, bedreven in de oude mysteriën, op veel plaatsen met veel arbeid zijn gebouwd, aangezien ze voorkennis hadden van een vloed en vreesden dat de herinnering aan de ceremoniën zou worden uitgewist. Op de muren van deze grotten beitelden ze vele soorten vogels en dieren en die talloze diervormen die zij hiërogliefen noemden.”

## Piramidologie
De Egyptische piramiden zijn het onderwerp van veel esoterische theorieën. Zie voor meer informatie: Piramidologie.